# 湯河原文学賞
湯河原文学賞（ゆがわらぶんがくしょう）は、湯河原文学賞実行委員会（神奈川県湯河原町）が主催する公募の新人文学賞。2001年創設。小説部門と俳句部門があり、小説部門の受賞作は『小説NON』（祥伝社）に掲載される。小説部門は2020年をもって終了した。

## 選者
湯河原町に縁のある作家・俳人が選者を務めている。
- 小説部門：西村京太郎（推理作家、湯河原町在住）
- 俳句部門：黛まどか（俳人、湯河原町出身）

## 受賞者リスト

### 小説部門
| 回（年）         | 応募総数 | 受賞作                                | 受賞者       | 掲載                   |
| ---------------- | -------- | ------------------------------------- | ------------ | ---------------------- |
| 第1回（2001年）  | 不明     | 【最優秀賞】「一枚の写真」            | 荻野修司     | 『小説NON』2002年1月号 |
| 第2回（2002年）  | 不明     | 【最優秀賞】「追憶 〜冬の蛍〜」       | 平塚碧       | 『小説NON』2003年4月号 |
| 第3回（2003年）  | 不明     | 【最優秀賞】「河川敷」                | 鈴木恵子     | 『小説NON』2004年7月号 |
| 第4回（2004年）  | 174編    | 【最優秀賞】「朝焼けギムレット」      | 樫田哲平     | 『小説NON』2005年5月号 |
| 第5回（2005年）  | 122編    | 【最優秀賞】「梅一夜」                | 平野洋子     | 『小説NON』2006年5月号 |
| 第5回（2005年）  | 122編    | 【特別賞】「冬の西日」                | 皆川雅代     | 『小説NON』2006年5月号 |
| 第6回（2006年）  | 114編    | 【最優秀賞】「夫婦の情景」            | 春野京       | 『小説NON』2007年6月号 |
| 第7回（2007年）  | 123編    | 【最優秀賞】「鈍色（にびいろ）の女」  | 鞍智美知子   | 『小説NON』2008年6月号 |
| 第8回（2008年）  | 129編    | 【最優秀賞】「ばっきん千円」          | 嶽内しずか   | 『小説NON』2009年6月号 |
| 第9回（2009年）  | 193編    | 【最優秀賞】「澪標（みおつくし）」    | 星野有加里   | 『小説NON』2010年6月号 |
| 第10回（2010年） | 163編    | 【最優秀賞】「カメラ」                | 細井麻奈美   | 『小説NON』2011年6月号 |
| 第11回（2011年） | 153編    | 【最優秀賞】「友」                    | 花月         | 『小説NON』2012年6月号 |
| 第12回（2012年） | 135編    | 【最優秀賞】「お客さん、どちらまで?」 | 工藤哲       | 『小説NON』2013年6月号 |
| 第13回（2013年） | 112編    | 【最優秀賞】「苺レモネード」          | 青山弥央     | 『小説NON』2014年6月号 |
| 第14回（2014年） | 162編    | 【最優秀賞】「昭和文豪殺人事件」      | 矢間景太郎   | 『小説NON』2015年6月号 |
| 第15回（2015年） | 112編    | 【最優秀賞】「続相州霊異記」          | 藤原圭太     | 『小説NON』2016年6月号 |
| 第16回（2016年） | 129編    | 【最優秀賞】「お稽古日和」            | 森明日香     | 『小説NON』2017年6月号 |
| 第17回（2017年） | 162編    | 【最優秀賞】「武蔵の太刀」            | 鳥とおる     | 『小説NON』2018年6月号 |
| 第18回（2018年） | 99編     | 【最優秀賞】「ウロボロス」            | 真野光一     | 『小説NON』2019年6月号 |
| 第19回（2019年） | 159編    | 【最優秀賞】「直木抄」                | 梅田うめすけ | 『小説NON』2020年6月号 |
| 第20回（2020年） | 168編    | 【最優秀賞】「行き止まりの百日紅」    | 奥田謙治     | 『小説NON』2021年6月号 |

### 俳句部門
最優秀賞のみ記載
| 回（年）         | 応募総数 | テーマ     | 受賞作                             | 受賞者     |
| ---------------- | -------- | ---------- | ---------------------------------- | ---------- |
| 第7回（2007年）  | 3714句   | 「海」     | 「海いつも見てゐる暮し布団干す」   | 沼田葉桜子 |
| 第8回（2008年）  | 3684句   | 「川・河」 | 「川風を たっぷり入れて 芋煮会」   | 北村純一   |
| 第9回（2009年）  | 4533句   | 「風」     | 「風よりも 低く屈みて よもぎつむ」 | 小澤千代子 |
| 第10回（2010年） | 3237句   | 「駅」     | 「終着の 駅に潮の香 夏つばめ」     | 松下美奈子 |
| 第11回（2011年） | 3426句   | 「道」     | 「ぞんぶんに踊りて帰る月の道」     | 折戸啓子   |
| 第12回（2012年） | 3762句   | 「橋」     | 「この橋を 渡れば故郷 祭笛」       | 岩崎美範   |
| 第13回（2013年） | 2258句   | 「香・薫」 | 「梅が香にためらいながら夕日落つ」 | 国武浩之   |
| 第14回（2014年） | 2786句   | 「星・月」 | 「父母の星探しゐる端居かな」       | 井口千枝子 |
| 第15回（2015年） | 3308句   | 「花」     | 「夾竹桃わけても紅き爆心地」       | 池内てるこ |
| 第16回（2016年） | 2149句   | 「雨」     | 「ひと雨のあと蜩の声揃ふ」         | 清水静     |
| 第17回（2017年） | 2567句   | 「数」     | 「二階にも大声かけて西瓜切る」     | 吉田智恵子 |
| 第18回（2018年） | 3490句   | 「色」     | 「色糸のからむ針山小鳥来る」       | 西川肇子   |
| 第19回（2019年） | 4064句   | 「音」     | 「耕しの一人の音の日暮れかな」     | 小見伸雄   |
| 第20回（2020年） | 2993句   | 「いのち」 | 「長き夜やいのちが話しかけて来る」 | 須藤剛一   |

## 受賞作アンソロジー
- 『湯河原文学賞アンソロジー』（2007年2月、祥伝社、ISBN 978-4396632755）
  - 荻野修司「一枚の写真」（第1回最優秀賞）
  - 平塚碧「追憶 〜冬の蛍〜」（第2回最優秀賞）
  - 鈴木恵子「河川敷」（第3回最優秀賞）
  - 樫田哲平「朝焼けギムレット」（第4回最優秀賞）
  - 皆川雅代「冬の西日」（第5回特別賞）
  - 西村京太郎「湘南情死行」